# Puchar Beskidów 1972
Puchar Beskidów 1972 – piętnasta edycja rywalizacji o tytułowy puchar. Rozegrany został w dniach 28-30 stycznia tradycyjnie w Wiśle i w Szczyrku. Tytuł po raz drugi z rzędu zdobył reprezentant Czechosłowacji, a tym razem był to Josef Matouš. Po trzynastoletniej przerwie medal (po raz drugi srebro) trafia do reprezentanta Finlandii, konkretniej do Kariego Tukhanena. Brązowy medal otrzymał rodak zwycięzcy Jaromír Liďák. 
Równolegle rozgrywany był Puchar Beskidów Juniorów, który wygrał Józef Tajner przed Apoloniuszem Tajnerem i Tadeuszem Majerczykiem.

## Terminarz
Na podstawie danych [1]
| Lp | Data             | Miejscowość | Skocznia | Uwagi | 1. miejsce    | 2. miejsce    | 3. miejsce       |
| -- | ---------------- | ----------- | -------- | ----- | ------------- | ------------- | ---------------- |
| 1. | 28 stycznia 1972 | Szczyrk     | Skalite  | –     | Kari Tukhanen | Bernd Hotosch | Josef Matouš     |
| 2. | 30 stycznia 1972 | Wisła       | Malinka  | –     | Josef Matouš  | Kari Tukhanen | František Rydval |

## Wyniki zawodów
| Msc.  | Zawodnik           | I seria | II seria | Punkty |
| ----- | ------------------ | ------- | -------- | ------ |
| 1.    | Kari Tukhanen      | 82,5 m  | 77,0 m   | 223,6  |
| 2.    | Bernd Hotosch      | 82,5 m  | 75,0 m   | 222,9  |
| 3.    | Josef Matouš       | 82,0 m  | 76,5 m   | 221,3  |
| 4.    | Jaromír Liďák      | 82,0 m  | 75,0 m   | 216,3  |
| 5.    | Eberhard Seifert   | 77,0 m  | 72,5 m   | 213,6  |
| 6.    | Dietmar Aschenbach | 81,0 m  | 72,5 m   | 213,5  |
| 7.    | Józef Kocyan       | 78,5 m  | 72,5 m   | 213,0  |
| 8.    | Jan Bieniek        | 76,5 m  | 73,0 m   | 212,6  |
| 9.    | Vladimir Divila    | 80,5 m  | 73,0 m   | 212,5  |
| 10.   | Józef Tajner       | 79,5 m  | 72,5 m   | 211,1  |
| . . . |                    |         |          |        |

| Msc.  | Zawodnik           | I seria | II seria | Punkty |
| ----- | ------------------ | ------- | -------- | ------ |
| 1.    | Josef Matouš       | 90,0 m  | 91,0 m   | 224,7  |
| 2.    | Kari Tukhanen      | 91,0 m  | 88,0 m   | 221,9  |
| 3.    | František Rydval   | 89,5 m  | 90,0 m   | 220,9  |
| 4.    | Jaromír Liďák      | 89,5 m  | 90,0 m   | 218,9  |
| 5.    | Józef Kocyan       | 84,0 m  | 88,5 m   | 218,5  |
| 6.    | Józef Przybyła     | 83,5 m  | 89,0 m   | 217,8  |
| 7.    | Vladimir Divila    | 86,0 m  | 87,0 m   | 214,8  |
| 8.    | Stanisław Bobak    | 86,5 m  | 89,5 m   | 213,2  |
| 9.    | Jan Kliment        | 85,0 m  | 86,0 m   | 211,6  |
| 10.   | Dietmar Aschenbach | 85,0 m  | 87,0 m   | 209,1  |
| . . . |                    |         |          |        |

## Klasyfikacja generalna
| Miejsce | Zawodnik           | Punkty |
| ------- | ------------------ | ------ |
| 1.      | Josef Matouš       | 446,0  |
| 2.      | Kari Tukhanen      | 445,5  |
| 3.      | Jaromír Liďák      | 435,2  |
| 4.      | Józef Kocyan       | 431,5  |
| 5.      | František Rydval   | 428,0  |
| 6.      | Vladimir Divila    | 427,3  |
| 7.      | Dietmar Aschenbach | 422,6  |
| 8.      | Eberhard Seifert   | 422,4  |
| 9.      | Stanisław Kubica   | 418,5  |
| 10.     | Józef Tajner       | 416,8  |
| . . .   |                    |        |